# Janet Kavandi
Janet Lynn Kavandi (Carthage, 17 juli 1959) is een Amerikaans voormalig ruimtevaarder en bestuurder bij NASA. Kavandi's eerste missie was STS-91 met de spaceshuttle Discovery en vond plaats op 2 juni 1998. Het was de laatste Spaceshuttlemissie naar het Russische ruimtestation Mir. In totaal heeft Kavandi drie ruimtevluchten op haar naam staan, waaronder twee missies naar het Internationaal ruimtestation ISS. 
Kavandi studeerde scheikunde aan de Missouri Southern State University en de Missouri University of Science and Technology. Na haar afstuderen werkte ze als ingenieur bij Eagle-Picher Industries en bij de defensie- en ruimtevaartdivisie van Boeing. Op basis van haar werk bij Boeing promoveerde ze in 1990 aan de Universiteit van Washington. Kavandi maakte deel uit van NASA Astronautengroep 15. Deze groep van 19 ruimtevaarders begon hun training in 1994 en had als bijnaam The Flying Escargot.
Na haar pensionering als astronaut in 2005 vervulde ze diverse leidinggevende functies bij NASA. Ze was van 2015 tot 2016 adjunct-directeur en van 2016 tot 2019 directeur van het Glenn Research Center van de NASA.
In oktober 2019, enkele maanden nadat ze door president Trump werd gepasseerd bij de benoeming van een nieuwe adjunct-directeur van NASA, is ze bij NASA vertrokken om bij de ruimtevaartafdeling van Sierra Nevada Corporation te gaan werken.